# Hornell
Hornell é uma cidade localizada no estado norte-americano de Nova Iorque, no condado de Steuben. A sua área é de 7.1 km², sua população é de 9,019, e sua densidade populacional é de 579.9 hab/km² (do censo de 2000). A cidade foi fundada em 1790.